# Pico dos Constantinos
O Pico dos Constantinos é uma elevação portuguesa localizada na freguesia açoriana de Santa Bárbara, concelho de Angra do Heroísmo, ilha Terceira, arquipélago dos Açores.
Este acidente montanhoso de origem vulcânica encontra-se geograficamente localizado na parte Oeste da ilha Terceira e encontra-se intimamente relacionado com a formação geológica dos contrafortes do vulcão da Serra de Santa Bárbara do qual faz parte, fazendo com esta montanha parte da maior formação geológica da ilha Terceira que se eleva a 1021 metros de altitude acima do nível do mar e faz parte do conjunto montanhoso denominado como Serra de Santa Bárbara.